# バグリプシュ駅
バグリプシュ駅（バグリプシュえき、アブハズ語: Баҕрыпсҭа、ロシア語: Багрыпш）は、アブハジア共和国またはアブハジア自治共和国のガグラ地区バグリプスタ（ホロドナイア・レチカ）にあるアブハジア鉄道線の駅である。

## 歴史
- 1951年 - ホロドナイア・レチカ駅として開業[1]。
- 1956年 - 電化。
- 1994年 - バグリプシュ駅に改称。

## 駅構造
単式ホーム1面1線を有する地上駅。無人駅であり、駅舎は設置されていない。当駅には貨物列車も含めて全ての列車が停車せず、事実上の休止状態となっている。以前はホロドナイア・レチカ駅であったが、アブハジア独立宣言以降に改称された。

## 隣の駅
ロシア鉄道
アブハジア鉄道線
サンドリプシュ駅 - バグリプシュ駅 - チグリプシ駅